# Castel Giuliano
Castel Giuliano è una frazione del comune italiano di Bracciano, nella Città metropolitana di Roma Capitale, nel Lazio.
Dista dal capoluogo comunale circa 7 chilometri.

## Storia
Castel Giuliano fu un'antica tenuta che nel XVI secolo divenne di proprietà dei Patrizi Chigi Montoro con il titolo di marchesato, per passare nel 1750 ai Patrizi Naro Montoro; confinava con le tenute di Valle Luterana, Sasso e Petrischie e con i territori di Bracciano, Manziana e Cerveteri, ed aveva una estensione di 1341 rubbia, pari a ettari 2.414 circa.

## Monumenti e luoghi d'interesse

### Architetture religiose
La chiesa parrocchiale di Castel Giuliano trae origini dalla costruzione della chiesa all'interno del castello, subito dopo l'acquisto della tenuta da parte dei marchesi Patrizi. L'edificio religioso, costruito intorno al 1660, fu dedicato a san Filippo Neri, di cui era molto devoto il marchese Patrizio Patrizi di Giovanni. Restaurata nel XVIII secolo, con cinque altari, stucchi e dipinti, si affaccia su un fiorito cortile. 
Quando la chiesa gentilizia divenne insufficiente per soddisfare le esigenze dei fedeli, casa Patrizi cedette una parte dei suoi terreni, fuori le mura del castello, per la costruzione di una nuova chiesa. La costruzione iniziò agli inizi degli anni cinquanta, sotto la direzione del parroco, don Giulio Cesari, e completata da suo successore, monsignor Jozef Medový. La chiesa fu consacrata il 15 maggio 1955 dal cardinale Eugène Tisserant, vescovo titolare della diocesi di Porto-Santa Rufina, e dedicata al Santissimo Crocifisso.
Nel 1683 i Patrizi costruirono anche la piccola chiesa di San Rocco, in origine dedicata alla Santa Croce. Anticamente era utilizzata regolarmente per le funzioni liturgiche e, quando agli inizi del XX secolo fu aperto il cimitero dietro la chiesa, ne divenne la cappella centrale.

### Architetture civili
Il giardino del palazzo si sviluppa all'interno dell'edificio e occupa una buona parte del parco, cambiando via via fisionomia, da giardino formale a giardino paesaggistico, accompagnando, dapprima, le strutture architettoniche e il rigore delle corti e dei sentieri regolari, per fondersi, successivamente, con la vegetazione spontanea della macchia mediterranea e convivere con i giochi di luce e ombre delle grandi alberature.